# فيليكس كراخت
فيليكس كراخت (بالألمانية: Felix Kracht)‏ (و. 1912 – 2002 م) هو مهندس فضاء جوي، ومهندس من ألمانيا. ولد في كريفلد.
توفي عن عمر يناهز 90 عاماً.

## جوائز
حصل على جوائز منها:
- ضابط الصليب من وسام استحقاق جمهورية ألمانيا الاتحادية
- ضابط الصليب من وسام استحقاق جمهورية ألمانيا الاتحادية.